# 마름질
마름질은 옷감이나 재목 등을 치수에 맞추어 마르는 일이다. 먼저 옷감 위에 옷본을 배치하여 시침핀으로 옷본을 옷감에 고정한 뒤 완성선과 시접선을 초크로 표시하거나 실표뜨기를 해서 완성선을 표시한다. 그리고 완성선대로 옷감을 자른다.